# ماجينغهورن
ماجينغهورن (بالإنجليزية: Majinghorn)‏ هو أحد جبال الألب البرنية، ويقع شرق لوكيرباد [الإنجليزية] في كانتون فاليه. ويقع بين فيردينروثورن وتورينثورن [الإنجليزية]، على السلسلة التي تفصل وادي لوكيرباد عن لوتشنتال [الإنجليزية].